# Łużnica (obwód pskowski)
Łużnica (ros. Лужница) – wieś (ros. деревня, trb. dieriewnia) w zachodniej Rosji, w wołoście Luszczikskaja (osiedle wiejskie) rejonu bieżanickiego w obwodzie pskowskim.

## Geografia
Miejscowość położona jest 2,5 km od centrum administracyjnego osiedla wiejskiego (Luszczik), 3 km od centrum administracyjnego rejonu (Bieżanice), 131 km od stolicy obwodu (Psków).
W granicach miejscowości znajduje się ulica Centralnaja (8 posesji).

## Demografia
W 2010 r. miejscowość zamieszkiwały 4 osoby.